# Michel Rodange
Michel Rodange (* 3. Januar 1827 in Waldbillig, Luxemburg; † 27. August 1876 in Clausen, Stadt Luxemburg) war ein luxemburgischer Schriftsteller.

## Leben und Werk
Bekannt ist Michel Rodange vor allem als Autor des „Renert“, einer Adaption von Goethes Reineke Fuchs in luxemburgischer Sprache.
Michel Rodange war ab 1845 Lehrer, zunächst in Steinsel, danach in Fels. Seine ersten Gedichte in deutscher Sprache erschienen in der Diekircher Zeitung Der Wächter an der Sauer. 1854 heiratete er Magdalena Leysen, mit der er zehn Kinder hatte, von denen sechs in jungen Jahren starben.
Ab 1859 arbeitete Michel Rodange als Kantonal-Aufseher bei Straßenbauarbeiten in Echternach, Koerich und Wiltz. Er begann sich ernsthaft mit deutscher, französischer und griechischer Literatur auseinanderzusetzen. 1872 erschien sein Hauptwerk Renert oder de Fuuß am Frack an a Ma'nsgrëßt, von dem die Öffentlichkeit zunächst jedoch kaum Notiz nahm.
1873 nahm Michel Rodange Urlaub vom Staatsdienst, um beim Bau der Eisenbahn entlang der Sauer mitzuhelfen. In dieser Zeit erkrankte er an einem Magengeschwür. Er wurde in die Stadt Luxemburg versetzt, wo er die Schleifung der Festungsanlagen beaufsichtigte. Die Familie wohnte im Vorort Clausen, wo Michel Rodange 1876 an den Folgen seiner Magenerkrankung starb.